# Campo vectorial

Ejemplo de campo vectorial no conservativo cuyo rotacional no se anula.

En matemática y física, un campo vectorial representa la distribución espacial de una magnitud vectorial. Es una expresión de cálculo vectorial que asocia un vector a cada punto en el espacio euclidiano, de la forma {\displaystyle \varphi :\mathbb {R} ^{n}\to \mathbb {R} ^{m}}.
Los campos vectoriales se utilizan en física, para representar la velocidad y la dirección de un fluido en el espacio, o la intensidad y la dirección de fuerzas como la gravitatoria o la fuerza electromagnética.
Como expresión matemática rigurosa, los campos vectoriales se definen en variedades diferenciables como secciones del fibrado tangente de la variedad. Este es el tipo de tratamiento necesario para modelizar el espacio-tiempo curvo de la teoría general de la relatividad por ejemplo.

## Definición
Un campo vectorial sobre un subconjunto del espacio euclidiano {\displaystyle X\subseteq \mathbb {R} ^{n}} es una función con valores vectoriales:

{\displaystyle \mathbf {F} :X\rightarrow \mathbb {R} ^{m}\,}

Se dice que {\displaystyle \mathbf {F} } es un campo vectorial Ck si como función es k veces diferenciable con continuidad en X. Un campo vectorial se puede visualizar como un espacio X con un vector n- dimensional unido a cada punto en X.

### Operaciones con campos vectoriales
Dados dos campos vectoriales {\displaystyle C^{k}}, {\displaystyle F} y {\displaystyle G}, definidos sobre X y una función Ck a valores reales f definida sobre X, se definen las operaciones producto por escalar y adición:

{\displaystyle (f\mathbf {F} )(\mathbf {x} )=f(\mathbf {x} )\mathbf {F} (\mathbf {x} )}

Debido a la linealidad de la función (F+G):

{\displaystyle \mathbf {(F+G)} (\mathbf {x} )=\mathbf {F} (\mathbf {x} )+\mathbf {G} (\mathbf {x} )}

define el módulo de los campos vectoriales Ck sobre el anillo de las funciones Ck. Alternativamente el conjunto de todos los campos vectoriales sobre un determinado subconjunto X es en sí mismo un espacio vectorial.

### Derivación y potenciales escalares y vectores
Los campos vectoriales se deben comparar a los campos escalares, que asocian un número o escalar a cada punto en el espacio (o a cada punto de alguna variedad).
Las derivadas de un campo vectorial, que dan por resultado un campo escalar u otro campo vectorial, se llaman divergencia y rotor respectivamente. Recíprocamente:
- Dado un campo vectorial cuyo rotacional se anula en un punto , existe un campo potencial escalar cuyo gradiente coincide con el campo escalar en un entorno de ese punto.
- Dado un campo vectorial solenoidal cuya divergencia se anula en un punto, existe un campo vectorial llamado potencial vector cuyo rotacional coincide con el campo escalar en un entorno de ese punto.

Estas propiedades derivan del teorema de Poincaré.

### Puntos estacionarios
Un punto {\displaystyle x\in X} es estacionario si:

{\displaystyle \mathbf {F} (\mathbf {x} )=\mathbf {0} }

El conjunto de todos los espacios vectoriales definidos sobre un subconjunto X, que son estacionarios en un determinado punto forman un subespacio vectorial del conjunto del espacio vectorial definido en la sección anterior.

## Ejemplos
- Un campo vectorial para el movimiento del aire en la tierra asociará a cada punto en la superficie de la tierra un vector con la velocidad y la dirección del viento en ese punto. Esto se puede dibujar usando flechas para representar el viento; la longitud (magnitud) de la flecha será una indicación de la velocidad del viento. Un "Alta" en la función usual de la presión barométrica actuaría así como una fuente (flechas saliendo), y un "Baja" será un sumidero (flechas que entran), puesto que el aire tiende a moverse desde las áreas de alta presión a las áreas de presión baja.

- Un campo de velocidad de un líquido móvil. En este caso, un vector de velocidad se asocia a cada punto en el líquido. En un túnel de viento, las líneas de campo se pueden revelar usando humo.

- Campos magnéticos. Las líneas de campo se pueden revelar usando pequeñas limaduras de hierro.

- Las ecuaciones de Maxwell permiten que utilicemos un conjunto dado de condiciones iniciales para deducir, para cada punto en el espacio euclidiano, una magnitud y una dirección para la fuerza experimentada por una partícula de prueba cargada en ese punto; el campo vectorial que resulta es el campo electromagnético.

### Campo gradiente
Los campos vectoriales se pueden construir a partir de campos escalares usando el operador diferencial vectorial gradiente que da lugar a la definición siguiente.
Un campo vectorial Ck F sobre X se llama un campo gradiente o campo conservativo si existe una función Ck+1 a valores reales f:  X → R (un campo escalar) de modo que
{\displaystyle \mathbf {F} (\mathbf {x} )=\nabla f(\mathbf {x} )\qquad (\mathbf {x} \in X)}
La integral curvilínea sobre cualquier curva cerrada (e.g. {\displaystyle \gamma (a)=\gamma (b)}) en un campo gradiente es siempre cero.
{\displaystyle \oint _{\gamma }\langle \mathbf {F} (\mathbf {x} ),d\mathbf {x} \rangle =\int _{a}^{b}\langle \nabla f(\mathbf {\gamma } (t)),\mathbf {\gamma } '(t)\rangle \,dt=\int _{a}^{b}{\frac {d}{dt}}f\circ \mathbf {\gamma } (t)\,dt=f(\mathbf {\gamma } (b))-f(\mathbf {\gamma } (a))=0}

### Campo central
Un campo vectorial C∞ sobre {\displaystyle R^{n}\setminus \lbrace 0\rbrace } se llama campo central si puede encontrarse un punto {\displaystyle \mathbf {x} _{S}} tal que:

{\displaystyle \mathbf {F} (\mathbf {O} (\mathbf {x} -\mathbf {x} _{S}))=\mathbf {O} (\mathbf {F} (\mathbf {x} -\mathbf {x} _{S}))\qquad (\mathbf {O} \in O(n,\mathbf {R} ){\mbox{ , }}\mathbf {x} \in R^{n}\setminus \lbrace 0\rbrace )}

Donde {\displaystyle O(n,R)} es el grupo ortogonal. Se dice que los campos centrales son invariantes bajo transformaciones ortogonales alrededor de un punto S cuyo vector posición es {\displaystyle \mathbf {x} _{S}}. El punto S se llama el centro del campo.
Un campo central es siempre un campo gradiente, por los campos centrales pueden ser caracterizados más fácilmente mediante:

{\displaystyle \mathbf {F} (\mathbf {x} )=-\left({\frac {\partial U}{\partial x}}\mathbf {\hat {i}} +{\frac {\partial U}{\partial y}}\mathbf {\hat {j}} +{\frac {\partial U}{\partial z}}\mathbf {\hat {k}} \right)}

Donde {\displaystyle U=f(\|\mathbf {x} -\mathbf {x} _{S}\|)} es una función potencial que depende sólo de la distancia entre el punto donde se mide el campo y el "centro del campo".

### Campo solenoidal
Otros campos vectoriales se pueden construir a partir de un campo vectorial usando el operador diferencial vectorial rotacional que da lugar a la definición siguiente.
Un campo vectorial Ck F  sobre X se llama un campo solenoidal si existe una función vectorial Ck+1 A:  X → Rn (un campo vectorial) de modo que:

{\displaystyle \mathbf {F} (\mathbf {x} )=\nabla \times \mathbf {A} (\mathbf {x} )\qquad (\mathbf {x} \in X)}

La integral de superficie o flujo cualquier superficie cerrada de un campo solenoidal es siempre cero.

{\displaystyle \oint _{\partial V}\langle \mathbf {F} (\mathbf {x} ),d\mathbf {S} \rangle =\int _{V}\nabla \cdot (\nabla \times \mathbf {A} )\ dV=\int _{V}0\ dV=0}

## Integral curvilínea
Una técnica común en la física es integrar un campo vectorial a lo largo de una curva. Dado una partícula en un campo vectorial gravitacional, donde cada vector representa la fuerza que actúa en la partícula en ese punto del espacio, la integral curvilínea es el trabajo hecho sobre la partícula cuando viaja a lo largo de cierta trayectoria.
La integral curvilínea se construye análogamente a la integral de Riemann y existe si la curva es rectificable (tiene longitud finita) y el campo vectorial es continuo.
Dado un campo vectorial {\displaystyle F(x)} y una curva {\displaystyle \gamma (t)} de a a b se define la integral curvilínea como
{\displaystyle \int _{\gamma }\langle \mathbf {F} (\mathbf {x} ),d\mathbf {x} \rangle =\int _{a}^{b}\langle \mathbf {F} (\mathbf {\gamma } (t)),\mathbf {\gamma } '(t)\rangle dt}
Algunas reglas simples para el cálculo de los integrales curvilíneas son
{\displaystyle \int _{\gamma }\langle (\mathbf {F} +\mathbf {G} )(\mathbf {x} ),d\mathbf {x} \rangle =\int _{\gamma }\langle \mathbf {F} (\mathbf {x} ),d\mathbf {x} \rangle +\int _{\gamma }\langle \mathbf {G} (\mathbf {x} ),d\mathbf {x} \rangle }
{\displaystyle \int _{\gamma }\langle \alpha \cdot \mathbf {F} (\mathbf {x} ),d\mathbf {x} \rangle =\alpha \cdot \int _{\gamma }\langle \mathbf {F} (\mathbf {x} ),d\mathbf {x} \rangle }
{\displaystyle \int _{-\gamma }\langle \mathbf {F} (\mathbf {x} ),d\mathbf {x} \rangle =-\int _{\gamma }\langle \mathbf {F} (\mathbf {x} ),d\mathbf {x} \rangle }
{\displaystyle \int _{\gamma _{1}+\gamma _{2}}\langle \mathbf {F} (\mathbf {x} ),d\mathbf {x} \rangle =\int _{\gamma _{1}}\langle \mathbf {F} (\mathbf {x} ),d\mathbf {x} \rangle +\int _{\gamma _{2}}\langle \mathbf {F} (\mathbf {x} ),d\mathbf {x} \rangle }

## Curvas integrales
Los campos vectoriales tienen una interpretación agradable en términos de ecuaciones diferenciales ordinarias de primer orden autónomas.
Dado un C0 campo vectorial F definido sobre X
{\displaystyle \mathbf {y} =\mathbf {F} (\mathbf {x} )\qquad (\mathbf {x} \in X)}
podemos intentar definir curvas γ(t) sobre X de modo que para cada t en un intervalo I
{\displaystyle \mathbf {\gamma } (t)=\mathbf {x} \qquad (t\in I)}
y
{\displaystyle \mathbf {\gamma } '(t)=\mathbf {y} \qquad (t\in I)}
Puesto en nuestra ecuación de campo vectorial conseguimos
{\displaystyle \mathbf {\gamma } '(t)=\mathbf {F} (\mathbf {\gamma } (t))\qquad (t\in I)}
lo que es la definición de una ecuación diferencial ordinaria de primer orden explícita con las curvas γ(t) como soluciones.
Si F es Lipschitz continua se puede encontrar una curva C¹ única γx para cada punto x en X de modo que
{\displaystyle \mathbf {\gamma } _{x}(0)=\mathbf {(} x)}
{\displaystyle \mathbf {\gamma } '_{x}(t)=\mathbf {F} (\mathbf {\gamma } _{x}(t))\qquad (t\in (-\epsilon ,+\epsilon )\subset \mathbb {R} )}
Las curvas γx se llaman las curvas integrales del campo vectorial F y particionan X en clases de equivalencia. No es siempre posible ampliar el intervalo (-µ, +µ) a la recta real total. El flujo puede por ejemplo alcanzar el borde de X en un tiempo finito.
Integrar el campo vectorial a lo largo de cualquier curva integral γ da
{\displaystyle \int _{\gamma }\langle \mathbf {F} (\mathbf {x} ),d\mathbf {x} \rangle =\int _{a}^{b}\langle \mathbf {F} (\mathbf {\gamma } (t)),\mathbf {\gamma } '(t)\rangle dt=\int _{a}^{b}dt={\mbox{constante}}.}
En dimensión 2 o tres se puede visualizar el campo vectorial como dando lugar a un flujo en X. Si dejamos caer una partícula en este flujo en el punto x se moverá a lo largo de una curva γx en el flujo dependiendo del punto inicial x. Si x es un punto estacionario en F entonces la partícula seguirá estacionaria.
Los usos típicos son aerodinámica en líquidos, flujo geodésico, los subgrupos uniparamétricos y la función exponencial en grupos de Lie.

## Teorema de Poincaré
El teorema de Poincaré sobre 1-formas exactas tiene varias consecuencias interesantes para los campos vectoriales:
1. Si un campo vectorial cumple en algún punto P que {\displaystyle {\boldsymbol {\nabla }}\times \mathbf {A} =0}, entonces el campo es localmente conservativo, es decir, existe un entorno de P donde se cumple que: {\displaystyle \mathbf {A} ={\boldsymbol {\nabla }}\phi }, es decir, es localmente expresable como el gradiente de un campo escalar.
2. Si un campo vectorial es solenoidal en un punto P: {\displaystyle {\boldsymbol {\nabla }}\cdot \mathbf {A} =0}, entonces el campo localmente deriva de un potencial vector, es decir, existe un entorno de P donde se cumple que: {\displaystyle \mathbf {A} ={\boldsymbol {\nabla }}\times \mathbf {P} }.

## Coordenadas enderezantes
Dentro del contexto de la geometría diferencial, el teorema de existencia de coordenadas enderezantes nos dice lo siguiente: consideremos una variedad diferencial {\displaystyle M}, un punto {\displaystyle p\in M} y campos vectoriales {\displaystyle X_{1},\ldots ,X_{k}} definidos en un entorno {\displaystyle V} de {\displaystyle p} tal que {\displaystyle X_{1}|_{p},\ldots ,X_{k}|_{p}} sean linealmente independientes entre sí. Si {\displaystyle [X_{i},X_{j}]=0} para todo par de índices {\displaystyle i,j}, entonces existe una carta {\displaystyle (U,\varphi =(x_{1},\ldots ,x_{n}))} en un entorno de {\displaystyle p} tal que {\displaystyle X_{i}|_{U}={\frac {\partial }{\partial x_{i}}}} para {\displaystyle i=1,\ldots ,k}. Este teorema es aplicable en diversos contextos, incluyendo por ejemplo la resolución de ecuaciones diferenciales simplificando la expresión de éstas.

### Demostración
En primer lugar, tomemos una carta {\displaystyle \psi =(u_{1},\ldots ,u_{n})\in \mathbb {R} ^{n}} definida sobre el entorno {\displaystyle V} tal que {\displaystyle \psi (p)={\vec {0}}}. Dado que los vectores {\displaystyle X_{1}|_{p},\ldots ,X_{k}|_{p}} son linealmente independientes por hipótesis, podemos componer una aplicación lineal de forma que {\displaystyle X_{i}|_{p}={\frac {\partial }{\partial u_{i}}}|_{p}}. Vamos a tratar de construir un difeomorfismo {\displaystyle F} entre dos entornos de {\displaystyle {\vec {0}}\in \mathbb {R} ^{n}} tal que {\displaystyle \varphi =F^{-1}\circ \psi .}
Denotemos por {\displaystyle \varphi _{t}^{i}} a la expresión local del flujo del campo vectorial {\displaystyle X_{i}}. Definimos para {\displaystyle x=(x_{1},\ldots ,x_{n})} la función {\displaystyle F(x)=\varphi _{x_{1}}^{1}\circ \varphi _{x_{2}}^{2}\circ \cdots \circ \varphi _{x_{k}}^{k}(0,\ldots ,x_{k+1},\ldots ,x_{n})}. Por la expresión de los campos, es claro que, como queríamos, {\displaystyle F(0)=0}. Tenemos que {\displaystyle dF_{x}({\frac {\partial }{\partial x_{1}}}|_{x})} es el vector velocidad de la curva {\displaystyle F(x_{1}+t,\ldots ,x_{n})=\varphi _{t}^{1}(\varphi _{x_{1}}^{1}\circ \cdots \circ \varphi _{x_{k}}^{k}(0,\ldots ,0,x_{k+1},\ldots ,x_{n}))} en {\displaystyle t=0}. Esta es precisamente la curva integral de {\displaystyle X_{1}} que pasa a tiempo 0 por el punto F(x). Es decir, {\displaystyle dF_{x}({\frac {\partial }{\partial x_{1}}}|_{x})=X_{1}|_{F(x)}}.
Por tanto, obtenemos que para índices {\displaystyle i=1,\ldots ,k} tenemos que {\displaystyle dF_{\vec {0}}({\frac {\partial }{\partial x_{i}}}|_{\vec {0}})=X_{i}|_{\vec {0}}={\frac {\partial }{\partial u_{i}}}|_{\vec {0}}}. Por otro lado, tenemos que {\displaystyle dF_{\vec {0}}({\frac {\partial }{\partial x_{k+1}}}|_{\vec {0}})} es el vector velocidad de la curva {\displaystyle F(0,\ldots ,0,t,0,\ldots ,0)}, donde la {\displaystyle t} está en la posición {\displaystyle k+1}-ésima. De forma análoga a lo anterior, llegamos a que {\displaystyle dF_{\vec {0}}({\frac {\partial }{\partial x_{k+1}}}|_{\vec {0}})={\frac {\partial }{\partial u_{k+1}}}|_{\vec {0}}}. Extendiendo este argumento y combinándolo con lo anterior, llegamos a que {\displaystyle dF_{\vec {0}}({\frac {\partial }{\partial x_{i}}}|_{\vec {0}})={\frac {\partial }{\partial u_{i}}}|_{\vec {0}}} para todo {\displaystyle i=1,\ldots ,n}. Por tanto, la matriz de {\displaystyle dF_{\vec {0}}} es la identidad. Aplicando el teorema de la función inversa, obtenemos que {\displaystyle F} es un difeomorfismo de un entorno del punto {\displaystyle x={\vec {0}}}.